# Placa de les Bismarck Meridionals

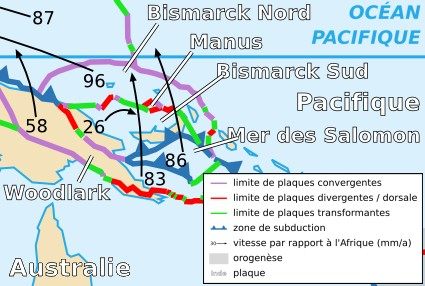
Mapa de la Placa de les Bismarck Meridionals i les plaques veïnes (en francès)

La placa de les Bismarck Meridionals és una microplaca tectònica de la litosfera de la Terra. La seva superfície és de 0,00762 estereoradiants. Normalment està associada amb la placa del Pacífic.
Es troba a l'oest de l'oceà Pacífic, i n'ocupa part de l'arxipèlag de Bismarck (Nova Bretanya), una part de la costa nord-est de Nova Guinea, el Nord-oest del Mar de Salomó i el Sud del Mar de Bismarck.
La placa de les Bismarck Meridionals està en contacte amb les plaques de Woodlark, Mar de Salomó, Bismarck Nord i Manus. Destaca entre els contactes amb altres plaques la fossa de Bougainville, a la costa sud de Nova Bretanya.
El desplaçament de la placa de les Bismarck Meridionals es produeix a una velocitat de 8.44° per milió d'anys en un pol d'Euler situat a 10°61' de latitud nord i 32°99' de longitud oest (referència: placa del Pacífic).